# Laeliasläktet
Laeliasläktet (Laelia) är ett växtsläkte inom familjen orkidéer med 11 arter från Mexiko och Centralamerika. Några arter odlas som krukväxter i Sverige.